# فابيان لاورينتي
فابيان لاورينتي (6 يناير 1983 بمارسيليا في فرنسا - ) (بالفرنسية: Fabien Laurenti)‏ هو لاعب كرة قدم فرنسي في مركز الدفاع. لعب مع أولمبيك مارسيليا ونادي أجاكسيو ونادي أرليه أفينيون ونادي بريست ونادي لانس وAthlético Marseille ‏.

## روابط خارجية
- فابيان لاورينتي على موقع رابطة كرة القدم الفرنسية للمحترفين (الإنجليزية)
- فابيان لاورينتي على موقع إي إس بي إن إف سي (الإنجليزية)
- فابيان لاورينتي على موقع قاعدة بيانات كرة القدم.إي يو (الإنجليزية)
- فابيان لاورينتي على موقع Soccerway.com (الإنجليزية)
- فابيان لاورينتي على موقع عالم كرة القدم.نت (الإنجليزية)